# Gunnera katherine-wilsoniae
Gunnera katherine-wilsoniae är en gunneraväxtart som beskrevs av L.D. Gómez P. Gunnera katherine-wilsoniae ingår i släktet gunneror, och familjen gunneraväxter. Inga underarter finns listade.